# 义门乡
义门乡，是中华人民共和国四川省南充市仪陇县曾经下辖的一个乡。2019年9月，撤销合作乡和义门乡，将其所属行政区域划归义路镇管辖。

## 行政区划
义门乡撤销前下辖以下地区：
大柏垭村、棕垭子村、五龙桥村、转包河村、佛国庵村、白家梁村、黄家桥村、罗花山村、麻塘湾村和龚家沟村。